# Kim Tae-woo
Kim Tae-woo (in hangŭl: 김태우; Gimje, 7 marzo 1962) è un ex lottatore sudcoreano, specializzato nella lotta libera.

## Palmarès

### Olimpiadi
- 1 medaglia:
  - 1 bronzo (Seul 1988 nei pesi medio-massimi)

### Giochi asiatici
- 2 medaglie:
  - 2 ori (Pechino 1990 nei 100 kg; Hiroshima 1994 nei 100 kg)

### Campionati asiatici
- 1 medaglia:
  - 1 oro (Manila 1995 nei 100 kg)